# Calanthe forbesii
Calanthe forbesii är en orkidéart som beskrevs av Henry Nicholas Ridley. Calanthe forbesii ingår i släktet Calanthe och familjen orkidéer. Inga underarter finns listade i Catalogue of Life.